# Batesanthus
Batesanthus är ett släkte av oleanderväxter. Batesanthus ingår i familjen oleanderväxter.
Kladogram enligt Catalogue of Life:
| Batesanthus | \| \| Batesanthus pseudopalpus \| \| \| \| \| \| Batesanthus purpureus \| \| \| \| |
|             | \| \| Batesanthus pseudopalpus \| \| \| \| \| \| Batesanthus purpureus \| \| \| \| |
|             | Batesanthus pseudopalpus                                                           |
|             |                                                                                    |
|             | Batesanthus purpureus                                                              |
|             |                                                                                    |